# 沙尔蒙苏巴尔比斯
沙尔蒙苏巴尔比斯（法語：Charmont-sous-Barbuise，法語發音：[ʃaʁmɔ̃ su baʁbɥiz]）是法国奥布省的一个市镇，属于特鲁瓦区。

## 地理
沙尔蒙苏巴尔比斯（48°24'30"N, 4°10'27"E）面积38.33 平方千米，位于法国大東部大區奥布省，该省份为法国中北部省份，北起马恩省，西接塞纳-马恩省，西南至约讷省，东南至科多尔省，东临上马恩省。
与沙尔蒙苏巴尔比斯接壤的市镇（或旧市镇、城区）包括：欧布泰尔、阿旺莱拉姆吕、绍德雷、弗日、隆索勒、吕耶尔、蒙叙赞、翁容、瓦伊。

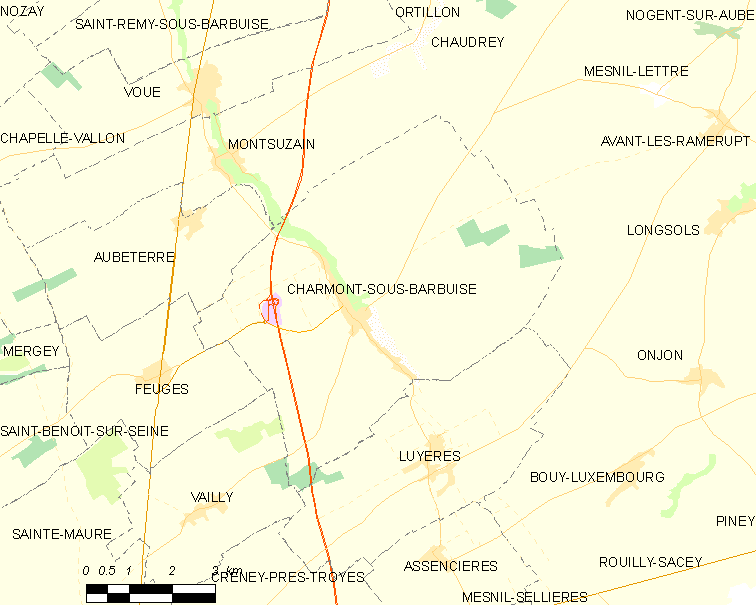
沙尔蒙苏巴尔比斯的OSM定位图

沙尔蒙苏巴尔比斯的时区为UTC+01:00、UTC+02:00（夏令时）。

## 行政
沙尔蒙苏巴尔比斯的邮政编码为10150，INSEE市镇编码为10084。

## 政治
沙尔蒙苏巴尔比斯所属的省级选区为奥布河畔阿尔西县。

## 人口

1962-2008年间沙尔蒙苏巴尔比斯人口变化图示

沙尔蒙苏巴尔比斯于2022年1月1日时的人口数量为1039人。